# Crella caespes
Crella caespes är en svampdjursart som först beskrevs av Ehlers 1870.  Crella caespes ingår i släktet Crella och familjen Crellidae. Inga underarter finns listade i Catalogue of Life.